# Lester Flatt
Lester Raymond Flatt (19 de junio de 1914 - 11 de mayo de 1979) fue un cantante, guitarrista y mandolinista de Bluegrass, conocido por estar en el dúo Foggy Mountain Boys, también conocido como Flatt and Scruggs con el banjista Earl Scruggs. 
La carrera de Flatt abarcó varias décadas; además de su trabajo con Scruggs, sacó varios discos en solitario y con colaboraciones. También trabajó en la banda Blue Grass Boys de Bill Monroe durante la década de 1940.

## Biografía
Flatt nació en Duncan's Chapel, en el Condado de Overton, Tennessee, hijo de Nannie Mae Haney e Isaac Columbus Flatt. Cantante y guitarrista, comienza a ser conocido como miembro del grupo Blue Grass Boys de Bill Monroe en 1945. En 1948 monta su propio grupo con Earl Scruggs (discípulo de Bill Monroe) y durante los siguientes veinte años Flatt and Scruggs and the Foggy Mountain Boys fueron una de las bandas de bluegrass de mayor éxito. Cuando se dividieron en 1969, Flatt formó un nuevo grupo, los  Nashville Grass, con la mayor parte del personal de los Foggy Mountain Boys. Su papel fundamental como cantante y guitarra rítmica en cada uno de los grupos, ayudó a definir el sonido de la música bluegrass tradicional. Creó un estilo que más tarde ahondarían Jimmy Martin, Mac Wiseman, Peter Rowan y Del McCoury. Su voz es inconfundible en los estándares del bluegrass.

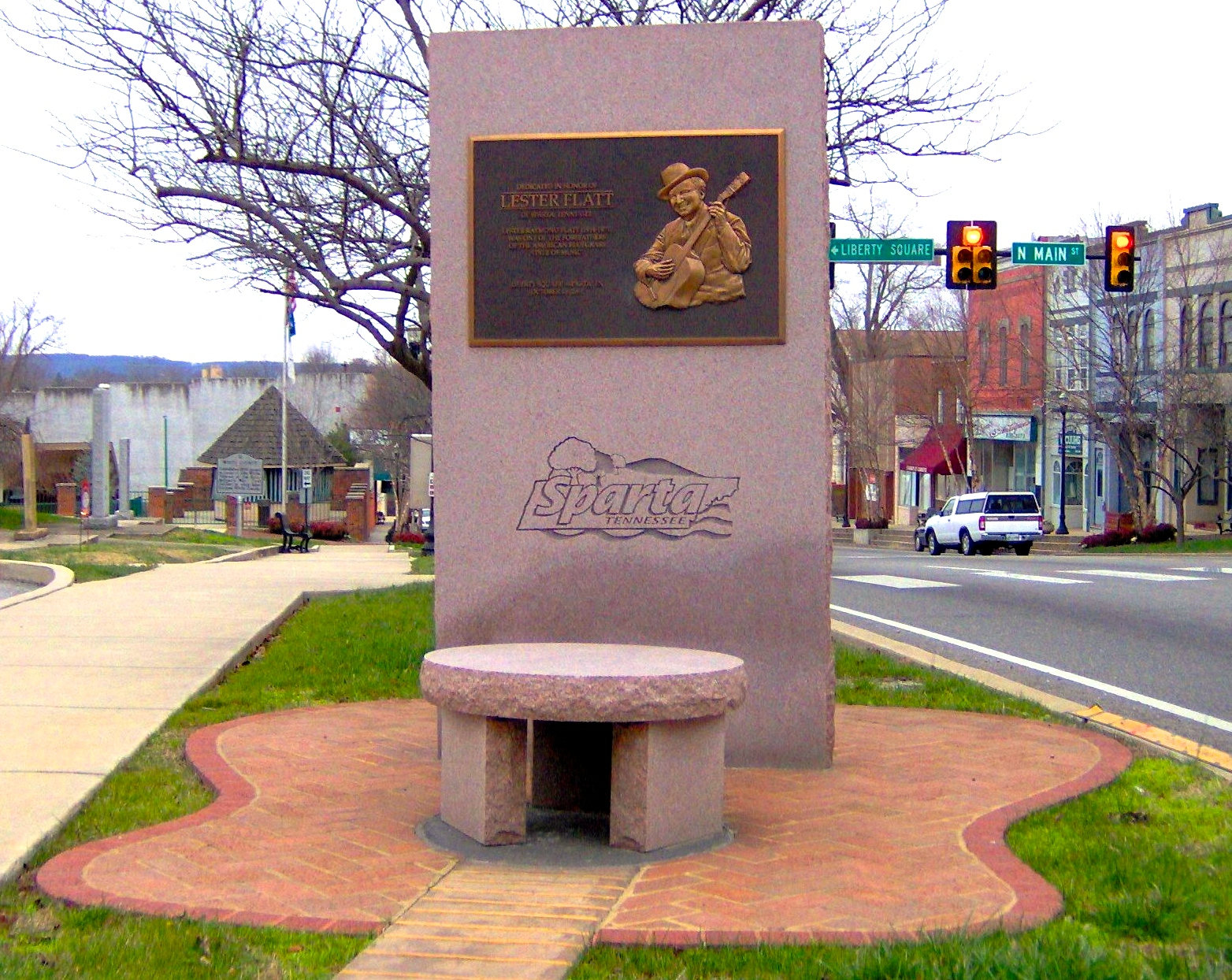
Memorial de Lester Flatt en Sparta, Tennessee

También es recordado por su biblioteca de composiciones: sus composiciones son muchas e imprescindibles para cualquier estudiante de música acústica. Continuó grabando y actuando hasta su muerte en 1979 de ataque al corazón, tras un prolongado periodo de mala salud. Entró a título póstumo en el Country Music Hall of Fame en 1985 con Scruggs y en 1991 inaugurando el International Bluegrass Music Hall of Honor. Su lugar de nacimiento Sparta (Tennessee), lleva a cabo un festival de bluegrass en su honor desde hace años, aunque parado debido a la muerte de su líder tradicional Everette Paul England; El Lester Flatt Memorial Bluegrass Day forma parte de la celebración en la Liberty Square en Sparta.
Flatt and Scruggs entraron en el número 24 del ranking 40 Greatest Men of Country Music  de la Country Music Television en 2003. Tocaron la canción "The Ballad of Jed Clampett", utilizada como entrada del show de televisión The Beverly Hillbillies.

## Discografía
| Año  | Álbum                                            | US Country | Sello      |
| ---- | ------------------------------------------------ | ---------- | ---------- |
| 1970 | Flatt Out                                        |            | Columbia   |
| 1970 | One and Only                                     |            | Nugget     |
| 1971 | Flatt On Victor                                  |            | RCA Victor |
| 1971 | Lester 'N' Mac (w/ Mac Wiseman)                  | 42         | RCA Victor |
| 1972 | Kentucky Ridgerunner                             |            | RCA Victor |
| 1972 | On the Southbound (w/ Mac Wiseman)               |            | RCA Victor |
| 1972 | Foggy Mountain Breakdown                         |            | RCA Victor |
| 1973 | Country Boy                                      | 45         | RCA Victor |
| 1973 | Over the Hills to the Poorhouse (w/ Mac Wiseman) |            | RCA Victor |
| 1974 | Before You Go                                    |            | RCA Victor |
| 1974 | Live Bluegrass Festival (w/ Bill Monroe)         |            | RCA Victor |
| 1974 | The Best                                         |            | RCA Victor |